# Chili Con Carnage
Chili Con Carnage è un videogioco per PlayStation Portable sviluppato dalla Deadline Games e prodotto dalla Eidos Interactive nel 2007.

## Trama
Il videogioco condivide quasi tutti gli stessi personaggi di Total Overdose: A Gunslinger's Tale in Mexico, rimaneggiando però la trama originale.
Il protagonista è Ramiro Cruz, figlio del detective della Polizia Federale Messicana Ernesto Cruz. Nel giorno del suo compleanno, Ramiro assiste all' assassinio del padre per mano di alcuni trafficanti di droga. Dopo aver seppellito il padre, Ramiro, con l'aiuto del suo amico Marco, parte per vendicarsi degli assassini di Ernesto.

## Modalità di gioco
Il gioco è composto di 4 modalità, due in single player e due in multiplayer.
La modalità in singolo più importante è la cosiddetta El Gringo Loco, che permette di affrontare 19 missioni di difficoltà crescente. Queste missioni sono intervallate da alcune sfide che imporranno il raggiungimento di particolari obbiettivi speciali. Durante le missioni si potranno ottenere diverse medaglie in base al punteggio ottenuto concatenando combo di uccisioni con mosse acrobatiche. Il punteggio può essere elevato utilizzando anche particolari mosse bonus ispirate alla tradizione cinematografica di Robert Rodriguez. Il conseguimento delle medaglie sbloccherà alcuni bonus, come munizioni infinite per una specifica arma o incremento della barra vitale.
Accanto alla modalità El Gringo, esiste la modalità El Macho, che permette al giocatore di selezionare i vari personaggi del gioco e di migliorare il punteggio record nei vari stage.
Per quanto riguarda il multiplayer, si possono affrontare le modalità Impiccato e Fiesta: La prima permette a due giocatori di affrontare sfide a turno sulla stessa console, mentre la seconda rappresenta una scontro tra quattro giocatori collegati tramite Wi-Fi.

## Accoglienza
Il gioco è stato molto apprezzato dalla critica per quanto concerne la realizzazione grafica delle ambientazioni, il doppiaggio dei personaggi, la varietà delle situazioni e la colonna sonora, la quale può vantare canzoni dei Control Machete, Molotov e Delinquent Habits. Non è stata invece apprezzata la realizzazione grafica dei personaggi e l'intelligenza artificiale dei nemici che risulta troppe volte deficitaria.